# Kunderhuis
Het Kunderhuis was een kasteel in het Nederlandse dorp Kunrade, provincie Limburg. Er zijn geen zichtbare restanten van het kasteel overgebleven.

## Geschiedenis
De oudste vermelding dateert uit de 14e eeuw, toen de familie Van den Hove met het Kunderhuis was beleend. Het betrof een leen van het Land van Valkenburg. Erfdochter Agnes van den Hove trouwde in 1403 met Gerard II van Cortenbach en bracht zo het huis in zijn familie.
In 1529 huwde Maria van Cortenbach met Melchior Colin. Toen hun zoon Johan trouwde met Eva van Eys, erfgename van Beusdal, ontstond de familietak Colin van Beusdal. De laatste eigenaar uit deze familie was Eva Maria, die het huis in 1641 erfde van haar vader Gerard Colin van Beusdal. Dit leidde tot een rechtszaak tussen Eva Maria en haar broer Hans Adolph, maar zij won de zaak en bleef eigenaresse van het Kunderhuis. Eva Maria huwde Lodewijk van Eynatten. Zij lieten het Kunderhuis na aan hun dochter Maria Florentina, die in 1659 trouwde met Wolfgang Wilhelm van Schaesberg.
Elisabeth Godefrieda van Schaesberg, dochter van Maria en Wolfgang, erfde in 1691 het Kunderhuis. Zij liet het na aan Caspar Ferdinand Max von Burscheidt, de oudste zoon uit haar tweede huwelijk. Nadat Caspar was overleden verkocht zijn weduwe in 1760 het Kunderhuis aan Sybille Heuts, de weduwe van pachter Michiel Meys. Overigens betrof de verkoop alleen de pachterswoning: het vervallen kasteel kwam in de akte niet voor.
Dankzij het huwelijk van Michiels dochter Maria Catharina met Leonard Hennen kwam het Kunderhuis terecht in de familie Hennen. Zij waren verantwoordelijk voor de afbraak van de restanten van het oude Kunderhuis en de nieuwbouw in 1857. In de 20e eeuw verkocht de familie het Kunderhuis, waarna er een nieuwbouwwijk op de oude kasteellocatie werd gebouwd.

## Beschrijving

### Het middeleeuwse kasteel
Er zijn geen afbeeldingen bekend van het middeleeuwse Kunderhuis. Op basis van 17e-eeuwse beschrijvingen, kaarten uit eind 18e en begin 19e eeuw en archeologisch onderzoek uit 1986 kan worden opgemaakt dat het oude Kunderhuis een omgracht, rechthoekig kasteel was van twee bouwlagen met een zolder. Het kasteel was ongeveer 16 bij 18 meter groot en bezat een kleine vierkante toren en een binnenplaatsje. Als bouwmateriaal was gebruik gemaakt van Kunrader kalksteen.
Aan de noordoostzijde lag de eveneens omgrachte voorburcht met u-vormige bijgebouwen en een poort. Het complex was toegankelijk via een oprijlaan aan de oostzijde. Aan de noordzijde was een omgrachte tuin.
De afmeting van het gehele complex was ongeveer 80 bij 90 meter.

### Verwaarlozing en verval
Sinds in ieder geval 1659 – maar waarschijnlijk al eerder – werd het kasteel niet meer bewoond door de adellijke eigenaren, maar werd het door hen verpacht. Dit had tot gevolg dat het complex door de eigenaren werd verwaarloosd, waardoor het eind 17e eeuw in een vervallen staat verkeerde. Dit gold niet alleen voor de hoeve, maar ook voor het kasteel: de vensters ontbraken, de muren waren niet in orde, het leien dak behoefde reparaties en door lekkages waren de zolderbalken aangetast. Delen van het kasteel konden niet meer gebruikt worden en de toegangsbrug was zelfs gevaarlijk om te gebruiken. In de 18e eeuw verdween een deel van de grachten, onder andere tussen de hoofd- en voorburcht. Het kasteel raakte steeds verder in verval en uiteindelijk bleef er weinig van over.

### Herenhuis
In 1857 liet de familie Hennen een nieuw Kunderhuis optrekken, gebruikmakend van stenen van het oude huis. Dit herenhuis heeft nog enige tijd dienst gedaan als huurkazerne.
Eind 20e eeuw werd het Kunderhuis afgebroken ten behoeve van de aanleg van een nieuwbouwwijk.
Aerwinkel · Kasteel Afferden · Aldt Huys · Aldenborgh · Kasteel Aldenghoor · Aldenhoven · Alte Burg · Kasteel Amstenrade · Slot Annendael · Kasteel Arcen · Baersdonck · Bakvliet · Baronsberg · Baxhof · Beegden ·  Benzenrade · Kasteel De Berckt · Kasteel Bethlehem · Beusdaelshof · Binsfeld · Huis Blankenberg · Kasteel Bleijenbeek · Blitterswijck · Boerlo · Bolberg · Bollenberg · Kasteel De Bongard · Borggraaf · Kasteel d'Erp · Kasteel Borggraaf · Kasteel Borgharen · Kasteel Born · Huis Bree · Breust · Kasteel Broekhuizen · Broekhuizen · Gracht Burggraaf · Kasteel De Burght · Kasteel Cartils · Cloppenburg (Oost-Maarland) · Kasteel Cortenbach · Huis De Dael · Dammerscheid · Kasteel De Bockenhof · De Donck (Sevenum) · De Donck (Swolgen) · De Dorth ·  Huis ten Dijcken · Kasteel Doenrade · De Doom · Douve · Douvenrade · De Dries · Kasteel Erenstein · Kasteel Eijsden · Eijsden · Einrade · Kasteel Elsloo · Ensenbroek · Eperhuis · Etzenraderhuuske · Exaten · Kasteel Eijckholt · Kasteel Eyckholt · Eys · Gastendonck · Kasteel Genbroek · Gebroken Slot · Kasteel Geijsteren · Kasteel Op Genhoes · Kasteel Genhoes · Genneperhuis · Kasteel Het Geudje · Kasteel Geulle · Kasteel Geusselt · Geijsteren · Gen Heck · Ghoor · Kasteel Goedenraad · Kasteel Grasbroek · Kasteel Groenendaal · Groethof · Groot Paarlo · Kasteel van Gronsveld · De Gun ·Kasteel Haeren · Kasteel Den Halder · Heerlaer · Heeze · Heijen · 's-Herenanstel · Kasteel Hillenraad · Kasteel Hoensbroek · Hoenshuis · Holstrate · Holtmühle · Huize Holtum · Kasteel Horn · De Horst · Huys ter Horst · Ten Hove (Grathem) · Ten Hove (Panningen) · Huis Brias · Huis Darth ·  Kasteel Hurpesch · Kasteel Sint-Jansgeleen · Kasteel Jerusalem · Kasteel Kaldenbroek · Den Kamp · Kasteel Karsveld · Kasteel Keverberg · Klein Paarlo · Klimmender Huuske · De Kolck · Koppelberg · Laar · Landsfort · Kasteel Lemiers · Kasteelruïne Lichtenberg · Kasteel Limbricht · Lonesteyn · Huize Lovendael · Mazenburg · Kasteel van Meerlo · Kasteel Meerssenhoven · Meezenbroek · Kasteel van Mheer · Middelaar · Kasteel Millen · Kasteel Montfort · Movert · Mulrode · De Munt · Château Neercanne · Kasteel Neubourg · Nienghoor · Huis Nierhoven · Kasteel Nieuwenbroeck · Nije Huys · Kasteel Nijenborgh · Kasteel Nijswiller · Nijthuysen · Kasteel Obbicht · Oedenrade · Kasteel Ooijen · Kasteel Oost (Valkenburg) · Kasteel Oost (Oost-Maarland) · Kasteel Ouborg · Overen · Kasteel Passarts-Nieuwenhagen · Prickenis · Prinsenhof · Puth · De Putting · Raath · De Raay · Ravenhof · Kasteel Reijmersbeek · Kasteel van Rijckholt · Kasteel Rivieren · Rodenbroek · Rosendaal · Kasteel Schaesberg · Kasteel Schaloen · Te Scharen · Schenkenburg · Kasteel Scheres · De Spijker (Geijsteren) · De Spijker (Leeuwen) · Huis Severen · Sibberhuuske · Château St. Gerlach · Spraland · Huis De Spyker · Huize Stalberg · Stalberg (Wellerlooi) · De Steeg · Kasteel Stein · Steinhagen · Steenen Huis · Stoel van Swentibold · Strijthagen (Landgraaf) · Strijthagen (Welten) · Struyver · Kasteel Terborgh · Terlinden (Wijnandsrade) · Terveurdt · Ter Weyer · Kasteel Ter Worm · De Tombe · Huis De Torentjes · Triest · Trippaert · Kasteel Vaalsbroek · Kasteel Vaeshartelt · Valkenburg · Vliek · De Vroenhof · Vrijburg · Kasteel Wambach · Warenberg · Well · Weyershof ·  Wijlre · Kasteel Wijnandsrade · Wijnandsrade · Wijnantshof · Wissegracht · Huize Witham · Kasteel Wittem · Wolfrath · Wylre